# Olio vegetale idrotrattato
L'olio vegetale idrotrattato (in inglese Hydrotreated vegetable oil, abbreviato come HVO) è una specifica e particolare tipologia di biocarburante prodotto attraverso una reazione catalitica tramite idrogenazione e idrocraking dell'olio vegetale. L'idrocracking rompe i legami chimici delle molecole più grandi in molecole più piccole utilizzando idrogeno, mentre l'idrogenazione aggiunge idrogeno alla composizione chimica delle molecole.
Attraverso questo processo, le proprietà degli oli vegetali vengono adattate ai combustibili fossili (soprattutto al gasolio) in modo che possano integrarli come additivo o addirittura sostituirli completamente. Questi metodi possono essere utilizzati per creare, partendo da materiale naturale, sostanze sostitutive sintetiche paragonabili alla benzina, gasolio, propano, cherosene e altre tipologie di combustibili infiammabili.
Il gasolio prodotto da queste fonti è noto come gasolio rinnovabile.
Il gasolio prodotto mediante idrotrattamento è chiamato gasolio verde ed è diverso dal biodiesel prodotto mediante invece esterificazione.